# Colpiscono senza pietà
Colpiscono senza pietà (Pulp) è un film del 1972 diretto da Mike Hodges.
Protagonisti Michael Caine, Mickey Rooney e Nadia Cassini, il film segna l'ultima apparizione sugli schermi dell'attrice Lizabeth Scott.

## Trama
Lo scrittore Mickey King vive a Roma sfornando una serie di romanzi hardboiled violenti e sessualmente spinti con titoli come My Gun Is Long celandosi sotto una serie di pseudonimi come "S. Odomy".
A King viene offerta una somma ingente per essere lo "scrittore ombra" di un'autobiografia di una celebrità misteriosa. Incuriosito l'uomo accetta l'offerta e viene trasportato su un'isola remota (Malta, dove è stato girato il film), dove egli dovrà prendere contatto con un emissario della celebrità. King incontra un uomo di nome Miller, che si identifica come professore inglese. King presume che Miller sia il misterioso contatto fino a quando il professore non viene rinvenuto cadavere nella vasca da bagno della sua stanza d'albergo.
Finalmente arrivato sull'isola, King incontra il suo soggetto: Preston Gilbert. Star del cinema in pensione, Gilbert è noto per le sue interpretazioni di ruoli di gangster e per le conoscenze con veri criminali fuori dal set. Ora malato di cancro, il pomposo, vanitoso Gilbert vuole che King scriva la sua storia "eternandola" per i posteri.
Gilbert organizza una "finta" festa di compleanno. Tra i partecipanti c'è la principessa Betty Cippola, un'arrampicatrice sociale affamata di uomini che sembra avere una sordida storia con Gilbert. Tuttavia, dopo che la festa è iniziata e Gilbert ha inscenato uno scherzo, ricompare sulla scena Miller, ora vestito da prete cattolico. Percependo il pericolo, King fugge mentre Miller apre il fuoco, uccidendo Gilbert. I partecipanti alla festa ritengono che sia un'altra burla del padrone di casa e applaudono l'omicidio di Gilbert.
La morte di Gilbert lascia King senza alcuna conclusione alla sua storia. Giocando a fare il detective come gli eroi delle sue storie, egli cerca di risolvere il mistero. Apprende che l'autobiografia proposta da Gilbert ha messo in allarme molti degli ex colleghi dell'attore, che temono che i loro "panni sporchi" e crimini possano essere svelati.